# Марфино (Красносельский район)
Марфино — деревня в Красносельском районе Костромской области России. Входит в состав Чапаевского сельского поселения.
Деревня Марфино иногда называлась Марфино-Холм и входила в состав вотчины П.В.Салтыкова. В 1790 г. в ней стояло 20 дворов.

## География
Деревня находится в юго-западной части Костромской области, в подзоне южной тайги, на правом берегу реки Покши, к югу от автодороги 34Н-32, на расстоянии приблизительно 18 километров (по прямой) к северо-северо-востоку от посёлка городского типа Красное-на-Волге, административного центра района. Абсолютная высота — 118 метров над уровнем моря.

### Климат
Климат характеризуется как умеренно континентальный, с продолжительной холодной многоснежной зимой и коротким сравнительно тёплым летом. Среднегодовая температура воздуха — 4,2 °C. Средняя температура воздуха самого холодного месяца (января) — −9 °C (абсолютный минимум — −46 °C); самого тёплого месяца (июля) — 19,5 °C (абсолютный максимум — 37 °С). Продолжительность периода активной вегетации растений (выше 10 °C) составляет примерно 125 дней. Годовое количество атмосферных осадков — 593 мм, из которых большая часть выпадает в тёплый период.

### Часовой пояс
Деревня Марфино, как и вся Костромская область, находится в часовой зоне МСК (московское время). Смещение применяемого времени относительно UTC составляет +3:00.

## Население
| 2008 | 2010 | 2014 |
| ---- | ---- | ---- |
| 25   | ↘19  | ↘16  |

### Национальный состав
Согласно результатам переписи 2002 года, в национальной структуре населения русские составляли 94 % из 17 чел.